# Yadrin
Yadrin en ruso: Я́дрин) es una ciudad ubicada en el extremo noroeste de Chuvasia, Rusia, a la orilla del río Sura, muy cerca de la desembocadura de este en el Volga. Se encuentrajunto a las fronteras del óblast de Nizhni Nóvgorod —al oeste— y de la república de Mari-El —al norte—, y a 86 kilómetros al suroeste de Cheboksary, la capital del óblast. Su población en el año 2010 era de casi 10 000 habitantes.

## Historia

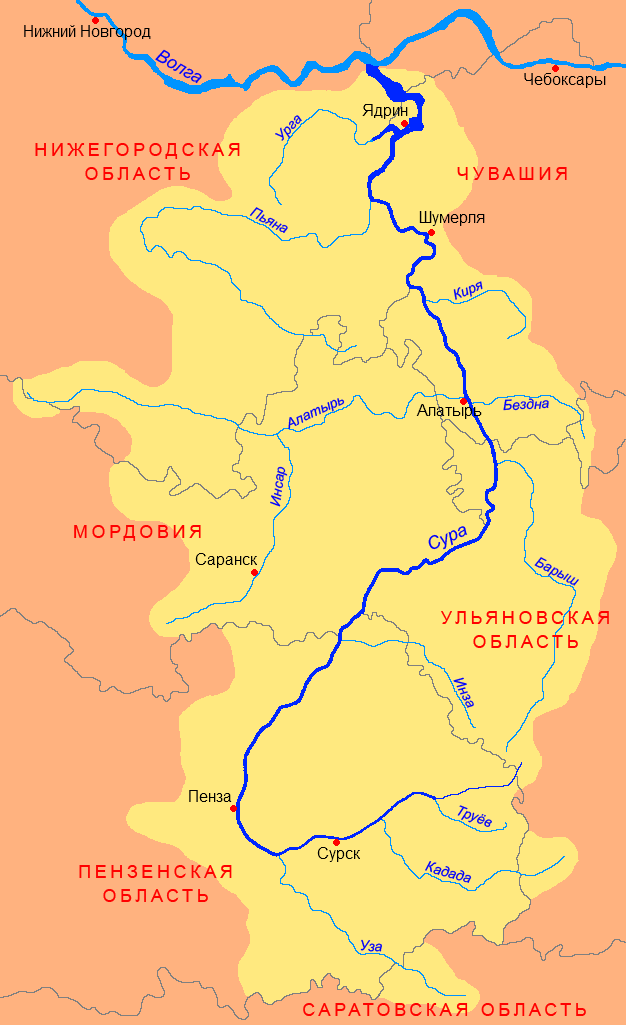
Mapa en ruso del río Sura (Сура́) —afluente del Volga— en el que aparece arriba Yadrin (Я́дрин)

Se fundó en 1590 como un asentamiento fortificado, y obtuvo el estatus de ciudad en 1781.

## Economía
Yadrin tiene varias fábricas de maquinaria y metalurgia; además posee sucursales de los importantes bancos Sberbank y Rosselkhozbank.